# Kodeks postępowania cywilnego (1930)
Kodeks postępowania cywilnego – rozporządzenie Prezydenta Rzeczypospolitej z 29 listopada 1930 regulujące polskie postępowanie cywilne.

## Tworzenie kodeksu
Po odzyskaniu przez Polskę niepodległości w 1918 roku, na terenach przyłączonych do państwa obowiązywały trzy różne procedury cywilne: niemiecka, rosyjska i austriacka. Choć wszystkie opierały się na powstałym w 1806 roku francuskim kodeksie postępowania cywilnego, to posiadały znaczne różnice w kwestii min. dowodów, roli sędziego czy środków odwoławczych. Rodziło to konieczność opracowania własnego kodeksu, którego zalążek wydała w 1917 roku Tymczasowa Rada Stanu Królestwa Polskiego jako „Przepisy przechodnie do ustawy postępowania cywilnego”.
Opracowanie kodeksu powierzono powołanej w 1919 roku Komisji Kodyfikacyjnej. Przy jego powstaniu udział mieli wybitni prawnicy i teoretycy prawa, min. Tadeusz Dziurzyńsnki, Franciszek Ksawery Fierich, Leon Petrażycki, Fryderyk Zoll. Już w 1921 roku pojawiły się pierwsze projekty kodyfikacji, które z uwzględnianiem proponowanych zmian zostały ostatecznie ogłoszone przez Ministerstwo Sprawiedliwości 29 listopada 1930 roku. Dwa lata później ogłoszono go w tekście jednolitym i dokonano w nim pewnych zmian. Kodeks wszedł w życie 1 stycznia 1933 roku jako rozporządzenie Prezydenta Rzeczypospolitej.

## Charakterystyka kodeksu
Kodeks ogłoszony w 1932 roku liczył 864 artykuły, natomiast wprowadzony w życie obejmował 516 artykułów. Podzielony był na dwie części. W skład pierwszej wchodziły przepisy o sądownictwie polubownym i przepisy o postępowaniu spornym. Druga część obejmowała przepisy postępowania egzekucyjnego i zabezpieczającego. Kodeks cechował formalizm i wysoki poziom technicznoprawny wraz z jasnością użytych sformułowań i prostocie układu. Podstawą regulacji była liberalno-indywidualistyczna koncepcja postępowania cywilnego, co miało zapewnić ochronę praw jednostki i zapewnić jej nienaruszalność praw podmiotowych. Natomiast celem procesu cywilnego stało się utrzymanie ładu społecznego i porządku prawnego w państwie, co jednak wiązało się ze skomplikowanym charakterem systemu procesowego.
Podstawowe zasady procesowe zapewnione przez kodeks:
- zasada dyspozycyjności
- zasada kontradyktoryjności
- zasada prawdy formalnej
- zasada równości stron
- jawność postępowania
- ustność postępowania
- zasada bezpośredniości
- zasada koncentracji materiału dowodowego.

Początkiem procesu cywilnego był wniesiony pozew, kończył się on natomiast wydaniem wyroku. Jako dowody służyły dokumenty, zeznania świadków, opinie biegłych, oględziny, przesłuchania stron. Postępowanie miało charakter dwuinstancyjny. Istniała możliwość wniesienia apelacji do sądu II instancji lub kasacji do Sądu Najwyższego. System procesowy charakteryzował się fiskalizmem i dużymi kosztami. Powodowało to niemożność uiszczenia ich przez osoby niezamożne, co zostało rozwiązane przez instytucję prawa ubogich, która zwalniała je z kosztów sądowych.

## Stosowanie kodeksu
Kodeks poddany został nowelizacji, która nastąpiła w 1938 roku na mocy dekretu Prezydenta Rzeczypospolitej o „usprawnieniu postępowania sądowego”. Wprowadzone do kodeksu zostały zmiany dotyczące właściwości sądów grodzkich i dopuszczalności skargi kasacyjnej. Jednakże powodowały one pogorszenie sytuacji procesowej osób niezamożnych i ograniczenie kontroli instancyjnej.
Po drugiej wojnie światowej kodeks ulegał licznym nowelizacjom mającym na celu dostosowanie go do ustroju państwa komunistycznego. Przestał obowiązywać z dniem 1 stycznia 1965, kiedy to wprowadzony w życie został obecny kodeks postępowania cywilnego.